# Solanum sección Lycopersicoides
La sección Lycopersicoides del género Solanum constituye un clado monofilético que incluye solo dos especies sudamericanas, las cuales se conocen comúnmente  como tomates silvestres. Se trata de  plantas endémicas de zonas extremadamente secas de los Andes occidentales.   Estas especies constituyen un recurso genético extremadamente importante para el mejoramiento genético del tomate ya que poseen una gran cantidad de genes para resistencia a factores bióticos (plagas y enfermedades) y abióticos (estrés hídrico y salino, por ejemplo) adversos, como así también caracteres de calidad para el fruto.

## Descripción
Las especies de la sección Lycopersicoides son arbustos , leñosos en la base  que crecen rastreras y luego toman un hábito erecto. El tallo es grueso, de color verde a verd emorado y presenta crecimiento secundario. Las hojas son imparipinnadas con pecíolos muy cortos o sésiles. Se hallan escasa o moderadamente cubiertas por una vellosidad compuesta de tricomas simples, uniseriados y glandulares, los cuales tienen una base amplia. La superficie de la hoja es de color verde oscuro, la parte inferior es de un color más claro. Presentan pseudoestípulas. 
Las flores se disponen en inflorescencias sobre largos pedúnculos articulados. Las flores son de color amarillo brillante a blanco cremoso. La corola, formada por cinco pétalos unidos entre sí es pentagonal o rotada. El cáliz consta de cinco sépalos parcialmente fusionados entre sí, glabros a escasamente pilosos.
Los frutos son bayas esféricas sin pelos a la madurez y presentan un pericarpio  grueso y duro. El pedúnculo del fruto es generalmente recto, grueso y leñoso. Las semillas presentan forma de huevo o de lente y tienen alas a lo largo del margen.
Las especies que componen la sección son diploides, con 24 cromosomas y alógamas por autoincompatibilidad.

## Distribución
Se distribuyen desde el sur de Colombia, por Ecuador y hasta el sur del Perú.

## Filogenia y Taxonomía
A través de los estudios filogenéticos sobre datos moleculares y morfológicos se demostró que los integrantes de esta sección taxonómica conforman un grupo monofilético. Las relaciones con otros grupos dentro del género se muestra en el siguiente cladograma:
```
       ┌───── Sección 
Lycopersicoides
                  │
       │                                               │
    ┌──┤  ┌── Sección 
Juglandifolia
                    │ 
Tomate
 y 
tomates silvestres

    │  └──┤                                            │
 ┌──┤     └── Sección 
Lycopersicon
                     │ 
 │  │                                                                         
─┤  └──────── Sección 
Petota
                           │ 
Papa
 y 
papas silvestres

 │
 └─────────── Sección 
Etuberosum
```

Las dos especies que integran la sección Lycopersicoides son:
- Solanum lycopersicoides  Dunal.[4]
- Solanum sitiens  (I.M.Johnston)[4]